# Casa dell’Erma di Bronzo

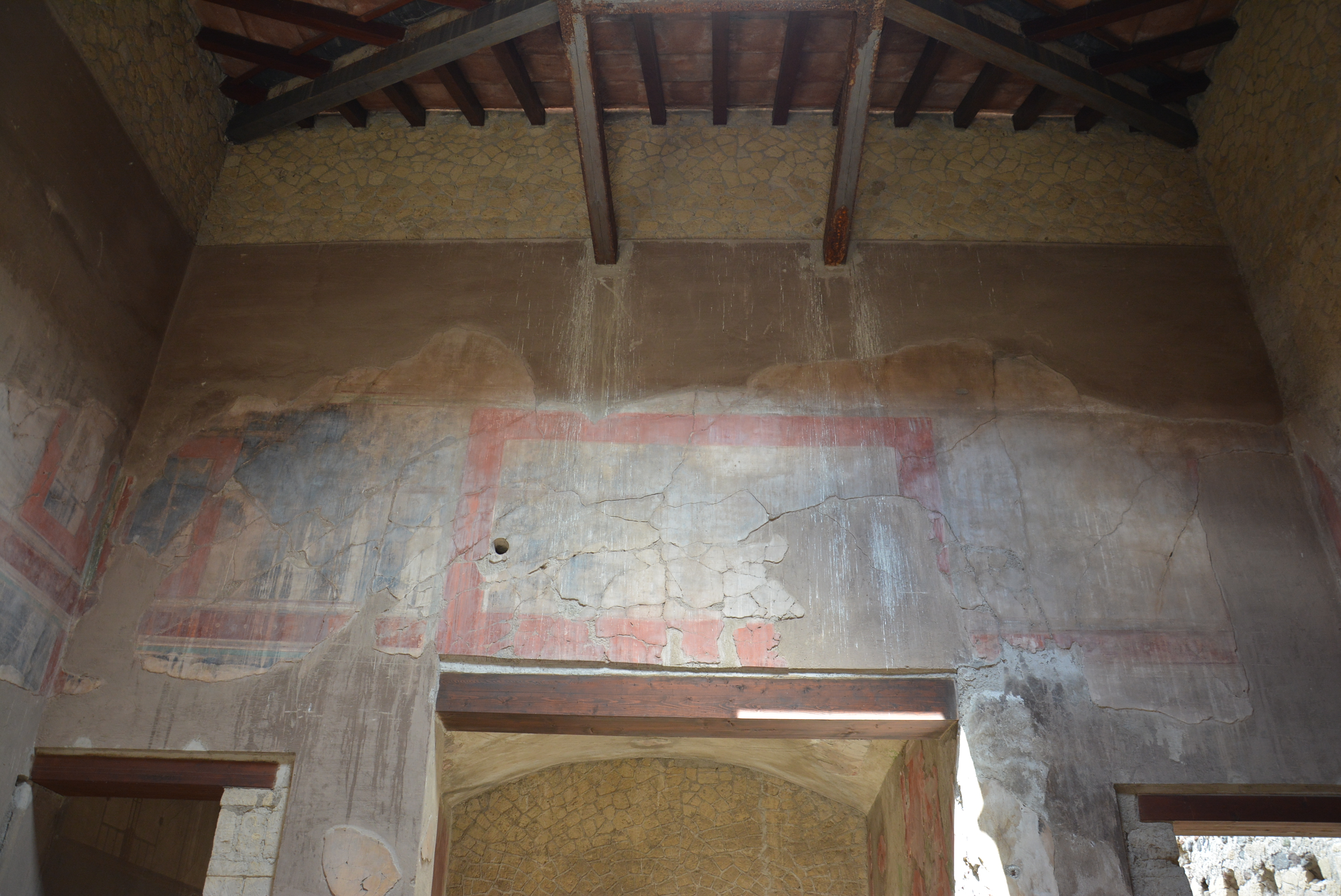
Wandmalereien im Atrium

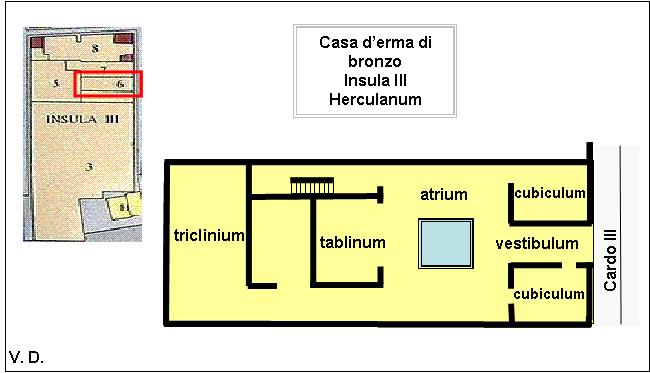
Grundriss

Die Casa dell’Erma di Bronzo (Haus der bronzenen Herme) befindet sich in Herculaneum (Insula, III, 16). Es handelt sich um ein kleineres Atriumhaus, das seinen modernen Namen von einer Bronzebüste, die sich in einem Raum des oberen Stockwerks fand, erhielt.
Das Haus wurde schon im 18. Jahrhundert bei unsystematischen Stollengrabungen gefunden, dabei wurden Teile der Wandmalereien entfernt und nach Neapel gebracht. Eine vollständige Freilegung fand im 20. Jahrhundert unter der Leitung von Amedeo Maiuri statt. Das Haus hat seinen Eingang im Süden. Von dort gelangt man in die Fauces und dann direkt in das Atrium. Gegenüber dem Atrium befindet sich das Tablinum und dahinter, über einen Gang erreichbar, liegt das Triclinium. Im Atrium befindet sich heute eine Kopie der Bronzebüste, die dem Haus seinen modernen Namen gab. Die Wandmalereien im Haus sind zum großen Teil schlecht erhalten und gehören einer frühen Phase des 3. Stils  an. Bemerkenswert sind zwei gut erhaltene Landschaftsdarstellungen auf hellem Grund. Eine von ihnen befindet sich heute noch im Haus (im Korridor, der zum Tricilinium führt), die andere im Archäologischen Nationalmuseum in Neapel.
Im Haus fanden sich Fragmente von Holzmöbeln.